# Cerkiew z Rosolina
Cerkiew św. Onufrego z Rosolina – greckokatolicka drewniana cerkiew, wzniesiona we wsi Rosolin. Przeniesiona do Muzeum Budownictwa Ludowego w Sanoku w 1961 (sektor bojkowski).

## Historia
Budowę cerkwi w Rosolinie zakończono według napisu na belce tęczowej (Domini 1750) oraz we wnętrzu tabernakulum 20 lipca 1750 w miejsce wcześniejszej, wzmiankowanej już w roku 1580. Podanie głosi, że cerkiew wzniesiona została przez Onufrego Giebułtowskiego, właściciela wsi, w podzięce za jego cudowne uratowanie z wód wezbranej rzeki Czarnej. Pewne niejasności z tym związane opisuje Ryszard Brykowski: w wystroju cerkwi występują herby Leliwa i Sas, ale nie Lis, którym pieczętowali się Giebułtowscy. Herbu Leliwa używała jednak matka Onufrego Giebułtowskiego, Wiktoria, z domu Karśnicka. Wedle tradycji cerkiew nie była nowa, a zakupiona została w okolicach Bandrowa i pochodzić może nawet z II połowy XVII wieku. Przemawiać za tym ma archaiczna budowa świątyni. W roku 1951 cerkiew została opuszczona, a w roku 1957 przeniesiono ją do skansenu w Sanoku. 

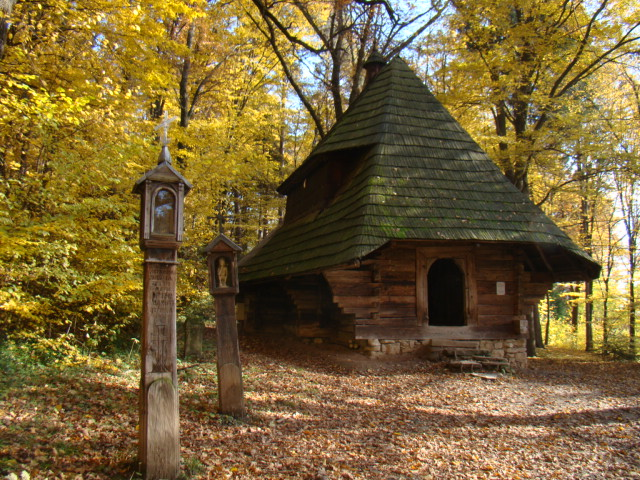
Widok od frontu
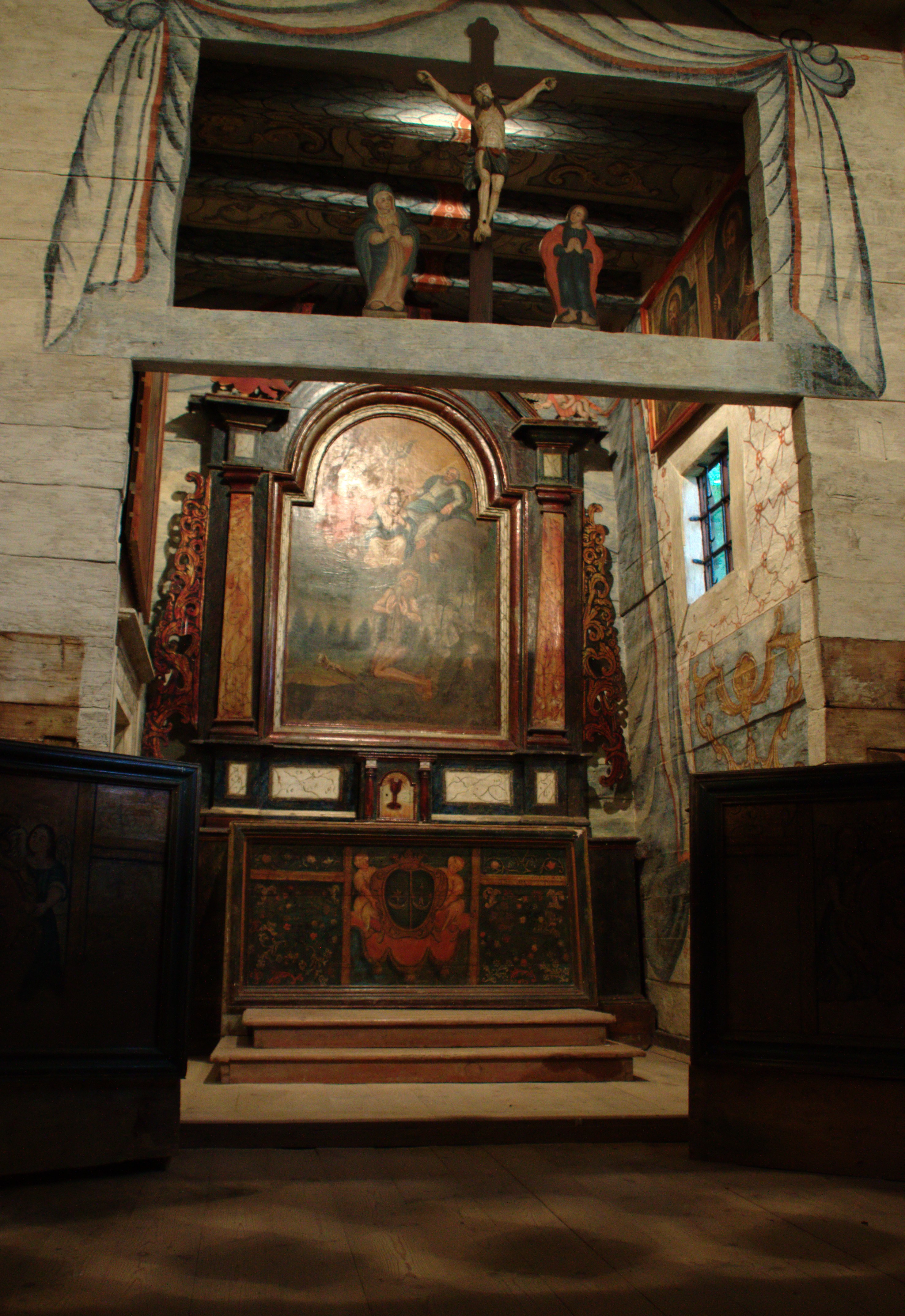
Wnętrze

## Budowa
Rosolińska cerkiew jest świątynią orientowaną, trójdzielną o konstrukcji zrębowej, zbudowaną z drewna jodłowego. Trójdzielność cerkwi z zewnątrz jest właściwie niewidoczna, w wyniku charakterystycznej budowy znajdującego się nad wszystkimi częściami dachu. Dach babińca, mający wspólną kalenicę z dachem nawy łączy się z nim, a poprzez, wspierający się na wysuniętych belkach zrębu, dach okapowy nawy również z dachem nad prezbiterium. Strome połacie dachowe stanowią nawiązanie do gotyckich tradycji małopolskiego budownictwa sakralnego. Na kalenicy znajduje się niewielka wieżyczka.

## Wnętrze
We wnętrzu cerkwi nigdy nie było ikonostasu. Zamiast nich znajdowały się w niej trzy ołtarze z przedstawieniami koronacji Matki Bożej, św. Jana Nepomucena i św. Mikołaja.

## Wokół cerkwi

### Dzwonnica
Przy cerkwi stała prosta, składająca się z trzech przykrytych dwuspadowym daszkiem słupów, dzwonnica parawanowa. Wiszące na niej niegdyś dzwony obecnie znajdują się w Baryczy. Do skansenu w Sanoku przeniesiona w roku 1957.

### Kostnica
Na przycerkiewnym cmentarzu stała również niegdyś pochodząca z XVIII wieku niewielka drewniana kostnica, o budowie zrębowej, nakryta czterospadowym gontowym dachem. Do skansenu w Sanoku kostnicę przeniesiono w roku 1962.

### Cmentarz
Na cmentarzu cerkiewnym nie zachowały się nagrobki.